# Microgale grandidieri
Microgale grandidieri is een spitsmuistenrek die voorkomt in de droge loofbossen in het westen en zuidwesten van Madagaskar. De dieren werden aanvankelijk gerekend tot de soort Microgale brevicaudata, maar werden in 2009, nadat er verschillen in de morfologie en de DNA-sequentie van beide spitsmuistenreksoorten waren gevonden, ervan afgesplitst.